# Cantó de Cholet-2
El cantó de Cholet-2 és un cantó francès del departament de Maine i Loira, situat al districte de Cholet. Té 10 municipis i el cap es Cholet.

## Municipis
- Les Cerqueux
- Chanteloup-les-Bois
- Cholet (part)
- Maulévrier
- Mazières-en-Mauges
- Nuaillé
- Toutlemonde
- Trémentines
- Vezins
- Yzernay

## Història
| Data d'elecció                           | Identitat               | Partit                     | Qualitat |
| ---------------------------------------- | ----------------------- | -------------------------- | -------- |
| 1961-1967                                | René Verger             | CD                         |          |
| 1967-1988                                | Maurice Ligot           | CNI, després UDF           |          |
| 1988-1992                                | Jacquelin Ligot         | UDF                        |          |
| 1992-2004                                | Jean-Louis Belouard     | Divers droite, després UDF |          |
| 2004-                                    | Jean-Pierre Chavassieux | Divers droite              |          |
| les dades anteriors no són pas conegudes |                         |                            |          |
|                                          |                         |                            |          |

## Demografia
| A partir de 1990: Població sense dobles comptes |